# Venezuela en la Copa América Femenina 2025
La selección femenina de fútbol de Venezuela fue uno de los 10 equipos participantes en la Copa América Femenina 2025. El torneo tiene lugar en Ecuador, que se llevo a cabo entre el 11 de julio y el 2 de agosto.

## Preparación

### Amistosos de preparación
| Fecha              | Lugar         | Competición |               |                          | Resultado |                      |           |
| ------------------ | ------------- | ----------- | ------------- | ------------------------ | --------- | -------------------- | --------- |
| 5 de abril de 2025 | Nueva Esparta | Amistoso    | Venezuela     | Bandera de Venezuela     | 1:0 (1:0) | Bandera de Panamá    | Panamá    |
| 8 de abril de 2025 | Nueva Esparta | Amistoso    | Venezuela     | Bandera de Venezuela     | 1:1 (0:1) | Bandera de Panamá    | Panamá    |
| 31 de mayo de 2025 | Marbella      | Amistoso    | Nueva Zelanda | Bandera de Nueva Zelanda | 1:3 (1:2) | Bandera de Venezuela | Venezuela |
| 3 de junio de 2025 | Algeciras     | Amistoso    | Nueva Zelanda | Bandera de Nueva Zelanda | 2:1 (1:1) | Bandera de Venezuela | Venezuela |

## Plantel

### Lista de convocadas
Entrenador:  Ricardo Belli
La plantilla definitiva del equipo fue anunciada el 25 de junio. 
| No. | Pos. | Jugadora           | Fecha de nacimiento (edad)        | Apa. | Goles | Club                |
| --- | ---- | ------------------ | --------------------------------- | ---- | ----- | ------------------- |
| 1   | POR  | Michael Rengifo    | 21 de marzo de 1998 (27 años)     | -    | -     | Newell's Old Boys   |
| 2   | DEF  | Verónica Herrera   | 14 de enero de 2000 (25 años)     | -    | -     | AEM Lleida          |
| 3   | DEF  | Gabriela Angulo    | 27 de febrero de 2004 (21 años)   | -    | -     | Purdue Boilermakers |
| 4   | DEF  | María Peraza       | 17 de enero de 1994 (31 años)     | -    | -     | Santos Laguna       |
| 5   | DEF  | Yénifer Giménez    | 3 de mayo de 1996 (29 años)       | -    | -     | Servette            |
| 6   | DEF  | Michelle Romero    | 12 de junio de 1997 (28 años)     | -    | -     | CD Tenerife         |
| 7   | MED  | Daniuska Rodríguez | 4 de enero de 1999 (26 años)      | -    | -     | Torreense           |
| 8   | MED  | Gabriela García    | 2 de abril de 1997 (28 años)      | -    | -     | Atlético de Madrid  |
| 9   | DEL  | Deyna Castellanos  | 18 de abril de 1999 (26 años)     | -    | -     | Portland Thorns FC  |
| 10  | DEL  | Joemar Guarecuco   | 20 de junio de 1994 (31 años)     | -    | -     | América de Cali     |
| 11  | DEL  | Oriana Altuve      | 3 de octubre de 1992 (32 años)    | -    | -     | Ankara BB Fomget    |
| 12  | MED  | Ailing Herrera     | 15 de julio de 2008 (16 años)     | -    | -     | Caracas             |
| 13  | POR  | Nayluisa Cáceres   | 18 de noviembre de 1999 (25 años) | -    | -     | Alhama              |
| 14  | DEF  | Raiderlin Carrasco | 11 de junio de 2002 (23 años)     | -    | -     | Levante             |
| 15  | MED  | Yerliane Moreno    | 13 de octubre de 2000 (24 años)   | -    | -     | UD Tenerife         |
| 16  | MED  | Floriangel Apóstol | 7 de septiembre de 2005 (19 años) | -    | -     | Deportivo La Coruña |
| 17  | DEF  | Camila Pescatore   | 23 de mayo de 2000 (25 años)      | -    | -     | As Celtas           |
| 18  | DEL  | Ysaura Viso        | 17 de junio de 1993 (32 años)     | -    | -     | 3B da Amazônia      |
| 19  | DEL  | Mariana Speckmaier | 26 de diciembre de 1997 (27 años) | -    | -     | Melbourne City      |
| 20  | MED  | Dayana Rodríguez   | 20 de octubre de 2001 (23 años)   | -    | -     | Corinthians         |
| 21  | DEL  | Bárbara Olivieri   | 24 de febrero de 2002 (23 años)   | -    | -     | Houston Dash        |
| 22  | POR  | Valeria Rebanales  | 25 de agosto de 2009 (15 años)    | -    | -     | ADIFFEM             |
| 23  | MED  | Melanie Chirinos   | 20 de marzo de 2008 (17 años)     | -    | -     | ADIFFEM             |

## Participación

### Partidos
| Fecha       | Lugar | Instancia      |           |                      | Resultado |                      |           |
| ----------- | ----- | -------------- | --------- | -------------------- | --------- | -------------------- | --------- |
| 13 de julio | Quito | Fase de grupos | Brasil    | Bandera de Brasil    | 2:0 (0:0) | Bandera de Venezuela | Venezuela |
| 16 de julio | Quito | Fase de grupos | Venezuela | Bandera de Venezuela | 0:0       | Bandera de Colombia  | Colombia  |
| 19 de julio | Quito | Fase de grupos | Venezuela | Bandera de Venezuela | 6:1 (3:1) | Bandera de Bolivia   | Bolivia   |
| 25 de julio | Quito | Fase de grupos | Paraguay  | Bandera de Paraguay  | 2:1 (0:1) | Bandera de Venezuela | Venezuela |

### Fase de grupos - Grupo B

#### Posiciones
| Equipo    | Pts | PJ | PG | PE | PP | GF | GC | Dif |
| --------- | --- | -- | -- | -- | -- | -- | -- | --- |
| Brasil    | 10  | 4  | 3  | 1  | 0  | 12 | 1  | +11 |
| Colombia  | 8   | 4  | 2  | 2  | 0  | 12 | 1  | +11 |
| Paraguay  | 6   | 4  | 2  | 0  | 2  | 8  | 9  | -1  |
| Venezuela | 4   | 4  | 1  | 1  | 2  | 8  | 5  | +3  |
| Bolivia   | 0   | 4  | 0  | 0  | 4  | 1  | 25 | -24 |

     — Clasificado para las semifinales.

     — Clasificado para la definición por el quinto puesto.

#### Brasil vs. Venezuela
| 13 de julio | Brasil                                  | 2:0 (1:0) | Venezuela | Estadio Gonzalo Pozo Ripalda, Quito |                           |
| 19:00       | Amanda Gutierres 32' · Duda Sampaio 88' | Reporte   |           | Árbitra: Milagros Arruela           | Árbitra: Milagros Arruela |

| 1          | Guardameta     | Lorena           |     |
| 2          | Defensa        | Antônia          |     |
| 23         | Defensa        | Isa Haas         |     |
| 13         | Defensa        | Fe Palermo       | 59' |
| 18         | Centrocampista | Gabi Portilho    | 59' |
| 8          | Centrocampista | Angelina Alonso  |     |
| 5          | Centrocampista | Duda Sampaio     |     |
| 6          | Centrocampista | Yasmim           | 59' |
| 10         | Centrocampista | Marta            | 74' |
| 9          | Delantero      | Amanda Gutierres |     |
| 11         | Delantero      | Gio Garbelini    | 91' |
| Entrenador | Entrenador     | Arthur Elías     |     |

| 13         | Guardameta     | Nayluisa Cáceres   |     |
| 6          | Defensa        | Michelle Romero    |     |
| 2          | Defensa        | Verónica Herrera   |     |
| 5          | Defensa        | Yénifer Giménez    |     |
| 14         | Defensa        | Raiderlin Carrasco |     |
| 20         | Centrocampista | Dayana Rodríguez   |     |
| 7          | Centrocampista | Daniuska Rodríguez | 71' |
| 21         | Centrocampista | Bárbara Olivieri   | 84' |
| 8          | Centrocampista | Gabriela García    |     |
| 19         | Centrocampista | Mariana Speckmaier | 71' |
| 9          | Delantero      | Deyna Castellanos  | 83' |
| Entrenador | Entrenador     | Ricardo Belli      |     |

| 3  | Defensa        | Tarciane     | 59' |
| 22 | Delantero      | Luany        | 59' |
| 16 | Defensa        | Fátima Dutra | 59' |
| 21 | Delantero      | Dudinha      | 74' |
| 15 | Centrocampista | Ary Borges   | 91' |

| 10 | Delantero      | Joemar Guarecuco | 71' |
| 18 | Delantero      | Ysaura Viso      | 71' |
| 11 | Delantero      | Oriana Altuve    | 83' |
| 15 | Centrocampista | Yerliane Moreno  | 84' |

| Anotado | 32' | Amanda Gutierres | 1:0 |
| Anotado | 88' | Duda Sampaio     | 2:0 |

| Amonestado | 28' | Fe Palermo    |
| Amonestado | 45' | Gabi Portilho |

| Árbitra             | Milagros Arruela   |
| Árbitras asistentes | Mariana Aquino     |
| Árbitras asistentes | Vera Yupanqui      |
| Cuarta árbitra      | Roberta Echeverría |
| Quinta árbitra      | Gisela Trucco      |
| Asesora de árbitras | Sandra Zambrano    |

| 1          | Guardameta     | Lorena           |     |
| 2          | Defensa        | Antônia          |     |
| 23         | Defensa        | Isa Haas         |     |
| 13         | Defensa        | Fe Palermo       | 59' |
| 18         | Centrocampista | Gabi Portilho    | 59' |
| 8          | Centrocampista | Angelina Alonso  |     |
| 5          | Centrocampista | Duda Sampaio     |     |
| 6          | Centrocampista | Yasmim           | 59' |
| 10         | Centrocampista | Marta            | 74' |
| 9          | Delantero      | Amanda Gutierres |     |
| 11         | Delantero      | Gio Garbelini    | 91' |
| Entrenador | Entrenador     | Arthur Elías     |     |

| 13         | Guardameta     | Nayluisa Cáceres   |     |
| 6          | Defensa        | Michelle Romero    |     |
| 2          | Defensa        | Verónica Herrera   |     |
| 5          | Defensa        | Yénifer Giménez    |     |
| 14         | Defensa        | Raiderlin Carrasco |     |
| 20         | Centrocampista | Dayana Rodríguez   |     |
| 7          | Centrocampista | Daniuska Rodríguez | 71' |
| 21         | Centrocampista | Bárbara Olivieri   | 84' |
| 8          | Centrocampista | Gabriela García    |     |
| 19         | Centrocampista | Mariana Speckmaier | 71' |
| 9          | Delantero      | Deyna Castellanos  | 83' |
| Entrenador | Entrenador     | Ricardo Belli      |     |

| 3  | Defensa        | Tarciane     | 59' |
| 22 | Delantero      | Luany        | 59' |
| 16 | Defensa        | Fátima Dutra | 59' |
| 21 | Delantero      | Dudinha      | 74' |
| 15 | Centrocampista | Ary Borges   | 91' |

| 10 | Delantero      | Joemar Guarecuco | 71' |
| 18 | Delantero      | Ysaura Viso      | 71' |
| 11 | Delantero      | Oriana Altuve    | 83' |
| 15 | Centrocampista | Yerliane Moreno  | 84' |

| Anotado | 32' | Amanda Gutierres | 1:0 |
| Anotado | 88' | Duda Sampaio     | 2:0 |

| Amonestado | 28' | Fe Palermo    |
| Amonestado | 45' | Gabi Portilho |

| Árbitra             | Milagros Arruela   |
| Árbitras asistentes | Mariana Aquino     |
| Árbitras asistentes | Vera Yupanqui      |
| Cuarta árbitra      | Roberta Echeverría |
| Quinta árbitra      | Gisela Trucco      |
| Asesora de árbitras | Sandra Zambrano    |

| Estadísticas      | Bandera de Brasil | Bandera de Venezuela |
| Tiros             | 9                 | 12                   |
| Tiros a puerta    | 4                 | 4                    |
| Faltas            | 19                | 14                   |
| Saques de esquina | 3                 | 2                    |
| Penaltis          | 0                 | 0                    |
| Fueras de juego   | 8                 | 1                    |
| Posesión de balón | 58%               | 42%                  |

#### Venezuela vs. Colombia
| 16 de julio | Venezuela | 0:0     | Colombia | Estadio Gonzalo Pozo Ripalda, Quito |                        |
| 19:00       |           | Reporte |          | Árbitra: Dione Rissios              | Árbitra: Dione Rissios |

| 13         | Guardameta     | Nayluisa Cáceres   |     |
| 6          | Defensa        | Michelle Romero    |     |
| 2          | Defensa        | Verónica Herrera   |     |
| 5          | Defensa        | Yénifer Giménez    | 82' |
| 14         | Defensa        | Raiderlin Carrasco |     |
| 20         | Centrocampista | Dayana Rodríguez   |     |
| 7          | Centrocampista | Daniuska Rodríguez |     |
| 21         | Centrocampista | Bárbara Olivieri   |     |
| 8          | Centrocampista | Gabriela García    |     |
| 19         | Centrocampista | Mariana Speckmaier | 68' |
| 9          | Delantero      | Deyna Castellanos  |     |
| Entrenador | Entrenador     | Ricardo Belli      |     |

| 12         | Guardameta     | Katherine Tapia  |     |
| 17         | Defensa        | Carolina Arias   |     |
| 3          | Defensa        | Daniela Arias    |     |
| 16         | Defensa        | Jorelyn Carabalí |     |
| 22         | Defensa        | Daniela Caracas  | 70' |
| 20         | Centrocampista | Ilana Izquierdo  |     |
| 5          | Centrocampista | Lorena Bedoya    |     |
| 10         | Centrocampista | Leicy Santos     |     |
| 7          | Delantero      | Manuela Paví     |     |
| 9          | Delantero      | Mayra Ramírez    | 76' |
| 18         | Delantero      | Linda Caicedo    | 87' |
| Entrenador | Entrenador     | Ángelo Marsiglia |     |

| 10 | Delantero | Joemar Guarecuco | 68' |
| 18 | Delantero | Ysaura Viso      | 82' |

| 19 | Defensa   | Yirleidis Minota | 70' |
| 21 | Delantero | Valerin Loboa    | 76' |
| 15 | Delantero | Wendy Bonilla    | 87' |

| Amonestado | 43' | Bárbara Olivieri   |
| Amonestado | 55' | Daniuska Rodríguez |
| Amonestado | 57' | Yénifer Giménez    |

| Amonestado | 75' | Mayra Ramírez |
| Amonestado | 90' | Wendy Bonilla |

| Árbitra             | Dione Rissios     |
| Árbitras asistentes | Marcia Castillo   |
| Árbitras asistentes | Leslie Vásquez    |
| Cuarta árbitra      | Marcelly Zambrano |
| Quinta árbitra      | Mónica Amboya     |
| Asesor de árbitras  | Ricardo Casas     |

| 13         | Guardameta     | Nayluisa Cáceres   |     |
| 6          | Defensa        | Michelle Romero    |     |
| 2          | Defensa        | Verónica Herrera   |     |
| 5          | Defensa        | Yénifer Giménez    | 82' |
| 14         | Defensa        | Raiderlin Carrasco |     |
| 20         | Centrocampista | Dayana Rodríguez   |     |
| 7          | Centrocampista | Daniuska Rodríguez |     |
| 21         | Centrocampista | Bárbara Olivieri   |     |
| 8          | Centrocampista | Gabriela García    |     |
| 19         | Centrocampista | Mariana Speckmaier | 68' |
| 9          | Delantero      | Deyna Castellanos  |     |
| Entrenador | Entrenador     | Ricardo Belli      |     |

| 12         | Guardameta     | Katherine Tapia  |     |
| 17         | Defensa        | Carolina Arias   |     |
| 3          | Defensa        | Daniela Arias    |     |
| 16         | Defensa        | Jorelyn Carabalí |     |
| 22         | Defensa        | Daniela Caracas  | 70' |
| 20         | Centrocampista | Ilana Izquierdo  |     |
| 5          | Centrocampista | Lorena Bedoya    |     |
| 10         | Centrocampista | Leicy Santos     |     |
| 7          | Delantero      | Manuela Paví     |     |
| 9          | Delantero      | Mayra Ramírez    | 76' |
| 18         | Delantero      | Linda Caicedo    | 87' |
| Entrenador | Entrenador     | Ángelo Marsiglia |     |

| 10 | Delantero | Joemar Guarecuco | 68' |
| 18 | Delantero | Ysaura Viso      | 82' |

| 19 | Defensa   | Yirleidis Minota | 70' |
| 21 | Delantero | Valerin Loboa    | 76' |
| 15 | Delantero | Wendy Bonilla    | 87' |

| Amonestado | 43' | Bárbara Olivieri   |
| Amonestado | 55' | Daniuska Rodríguez |
| Amonestado | 57' | Yénifer Giménez    |

| Amonestado | 75' | Mayra Ramírez |
| Amonestado | 90' | Wendy Bonilla |

| Árbitra             | Dione Rissios     |
| Árbitras asistentes | Marcia Castillo   |
| Árbitras asistentes | Leslie Vásquez    |
| Cuarta árbitra      | Marcelly Zambrano |
| Quinta árbitra      | Mónica Amboya     |
| Asesor de árbitras  | Ricardo Casas     |

| Estadísticas      | Bandera de Venezuela | Bandera de Colombia |
| Tiros             | 10                   | 4                   |
| Tiros a puerta    | 3                    | 2                   |
| Faltas            | 17                   | 12                  |
| Saques de esquina | 1                    | 1                   |
| Penaltis          | 0                    | 0                   |
| Fueras de juego   | 0                    | 7                   |
| Posesión de balón | 59%                  | 41%                 |

#### Venezuela vs. Bolivia
| 19 de julio | Venezuela                                                                       | 7:1 (3:1) | Bolivia      | Estadio Gonzalo Pozo Ripalda, Quito |                           |
| 16:00       | Altuve 13', 58', 61' · García 24' · Guarecuco 29' · Chirinos 48' · Carrasco 69' | Reporte   | Doerksen 18' | Árbitra: Ivana Projkovska           | Árbitra: Ivana Projkovska |

| 13         | Guardameta     | Nayluisa Cáceres   |     |
| 6          | Defensa        | Michelle Romero    |     |
| 2          | Defensa        | Verónica Herrera   | 46' |
| 4          | Defensa        | María Peraza       |     |
| 14         | Defensa        | Raiderlin Carrasco | 75' |
| 9          | Centrocampista | Deyna Castellanos  |     |
| 15         | Centrocampista | Yerliane Moreno    | 46' |
| 8          | Centrocampista | Gabriela García    |     |
| 18         | Centrocampista | Ysaura Viso        | 63' |
| 10         | Delantero      | Joemar Guarecuco   | 63' |
| 11         | Delantero      | Oriana Altuve      |     |
| Entrenador | Entrenador     | Ricardo Belli      |     |

| 1           | Guardameta     | Jodi Medina        |     |
| 14          | Defensa        | Ana Rojas          |     |
| 4           | Defensa        | Lucerito Bravo     |     |
| 5           | Defensa        | Érika Salvatierra  |     |
| 3           | Defensa        | Aide Mendiola      | 86' |
| 7           | Centrocampista | Samantha Alurralde | 86' |
| 18          | Centrocampista | Nelly Carballo     | 62' |
| 6           | Centrocampista | Yaneth Viveros     |     |
| 11          | Delantero      | Emilie Doerksen    |     |
| 9           | Delantero      | Marlene Flores     | 46' |
| 19          | Delantero      | Carla Méndez       |     |
| Entrenadora | Entrenadora    | Rosana Gómez       |     |

| 20 | Centrocampista | Dayana Rodríguez   | 46' |
| 23 | Centrocampista | Melanie Chirinos   | 46' |
| 12 | Centrocampista | Ailing Herrera     | 63' |
| 16 | Centrocampista | Floriangel Apóstol | 63' |
| 19 | Delantero      | Mariana Speckmaier | 75' |

| 10 | Centrocampista | Abigail Quiroz 46'   | 86' |
| 16 | Centrocampista | Anabel Flores 62'    |     |
| 2  | Defensa        | Eyda Serrudo 86'     |     |
| 20 | Defensa        | María José Bravo 86' |     |
| 13 | Delantero      | Ivana Siles          | 86' |

| Anotado | 13' | Oriana Altuve      | 1:0 |
| Anotado | 24' | Gabriela García    | 2:1 |
| Anotado | 29' | Joemar Guarecuco   | 3:1 |
| Anotado | 48' | Melanie Chirinos   | 4:1 |
| Anotado | 58' | Oriana Altuve      | 5:1 |
| Anotado | 61' | Oriana Altuve      | 6:1 |
| Anotado | 69' | Raiderlin Carrasco | 7:1 |

| Anotado | 18' | Emilie Doerksen | 1:1 |

| Amonestado | 6'  | Joemar Guarecuco   |
| Amonestado | 57' | Ricardo Belli      |
| Amonestado | 83' | Mariana Speckmaier |

| Amonestado | 25' | Lucerito Bravo |

| Árbitra             | Ivana Projkovska    |
| Árbitras asistentes | Giulia Tempestilli  |
| Árbitras asistentes | Iragartze Fernández |
| Cuarta árbitra      | Marcelly Zambrano   |
| Quinta árbitra      | Mónica Amboya       |
| Asesora de árbitras | Barbra Bastias      |

| 13         | Guardameta     | Nayluisa Cáceres   |     |
| 6          | Defensa        | Michelle Romero    |     |
| 2          | Defensa        | Verónica Herrera   | 46' |
| 4          | Defensa        | María Peraza       |     |
| 14         | Defensa        | Raiderlin Carrasco | 75' |
| 9          | Centrocampista | Deyna Castellanos  |     |
| 15         | Centrocampista | Yerliane Moreno    | 46' |
| 8          | Centrocampista | Gabriela García    |     |
| 18         | Centrocampista | Ysaura Viso        | 63' |
| 10         | Delantero      | Joemar Guarecuco   | 63' |
| 11         | Delantero      | Oriana Altuve      |     |
| Entrenador | Entrenador     | Ricardo Belli      |     |

| 1           | Guardameta     | Jodi Medina        |     |
| 14          | Defensa        | Ana Rojas          |     |
| 4           | Defensa        | Lucerito Bravo     |     |
| 5           | Defensa        | Érika Salvatierra  |     |
| 3           | Defensa        | Aide Mendiola      | 86' |
| 7           | Centrocampista | Samantha Alurralde | 86' |
| 18          | Centrocampista | Nelly Carballo     | 62' |
| 6           | Centrocampista | Yaneth Viveros     |     |
| 11          | Delantero      | Emilie Doerksen    |     |
| 9           | Delantero      | Marlene Flores     | 46' |
| 19          | Delantero      | Carla Méndez       |     |
| Entrenadora | Entrenadora    | Rosana Gómez       |     |

| 20 | Centrocampista | Dayana Rodríguez   | 46' |
| 23 | Centrocampista | Melanie Chirinos   | 46' |
| 12 | Centrocampista | Ailing Herrera     | 63' |
| 16 | Centrocampista | Floriangel Apóstol | 63' |
| 19 | Delantero      | Mariana Speckmaier | 75' |

| 10 | Centrocampista | Abigail Quiroz 46'   | 86' |
| 16 | Centrocampista | Anabel Flores 62'    |     |
| 2  | Defensa        | Eyda Serrudo 86'     |     |
| 20 | Defensa        | María José Bravo 86' |     |
| 13 | Delantero      | Ivana Siles          | 86' |

| Anotado | 13' | Oriana Altuve      | 1:0 |
| Anotado | 24' | Gabriela García    | 2:1 |
| Anotado | 29' | Joemar Guarecuco   | 3:1 |
| Anotado | 48' | Melanie Chirinos   | 4:1 |
| Anotado | 58' | Oriana Altuve      | 5:1 |
| Anotado | 61' | Oriana Altuve      | 6:1 |
| Anotado | 69' | Raiderlin Carrasco | 7:1 |

| Anotado | 18' | Emilie Doerksen | 1:1 |

| Amonestado | 6'  | Joemar Guarecuco   |
| Amonestado | 57' | Ricardo Belli      |
| Amonestado | 83' | Mariana Speckmaier |

| Amonestado | 25' | Lucerito Bravo |

| Árbitra             | Ivana Projkovska    |
| Árbitras asistentes | Giulia Tempestilli  |
| Árbitras asistentes | Iragartze Fernández |
| Cuarta árbitra      | Marcelly Zambrano   |
| Quinta árbitra      | Mónica Amboya       |
| Asesora de árbitras | Barbra Bastias      |

| Estadísticas      | Bandera de Venezuela | Bandera de Bolivia |
| Tiros             | 34                   | 7                  |
| Tiros a puerta    | 17                   | 4                  |
| Faltas            | 13                   | 6                  |
| Saques de esquina | 8                    | 2                  |
| Penaltis          | 0                    | 0                  |
| Fueras de juego   | 7                    | 3                  |
| Posesión de balón | 70%                  | 30%                |

#### Paraguay vs. Venezuela
| 25 de julio | Paraguay                     | 2:1 (0:1) | Venezuela  | Estadio Gonzalo Pozo Ripalda, Quito |                          |
| 19:00       | Acosta 64' · C. Martínez 84' | Reporte   | Altuve 40' | Árbitra: Anahí Fernández            | Árbitra: Anahí Fernández |

| 12         | Guardameta     | Soledad Belotto  |     |
| 2          | Defensa        | Camila Barbosa   | 46' |
| 5          | Defensa        | Dahiana Bogarín  |     |
| 4          | Defensa        | Deisy Ojeda      | 71' |
| 7          | Centrocampista | Ramona Martínez  | 78' |
| 8          | Centrocampista | Celeste Aguilera |     |
| 15         | Centrocampista | Danna Garcete    | 55' |
| 3          | Centrocampista | Daysy Bareiro    |     |
| 21         | Delantero      | Cindy Ramos      | 78' |
| 9          | Delantero      | Lice Chamorro    |     |
| 18         | Delantero      | Claudia Martínez |     |
| Entrenador | Entrenador     | Fábio Fukumoto   |     |

| 13         | Guardameta     | Nayluisa Cáceres   |     |
| 6          | Defensa        | Michelle Romero    |     |
| 2          | Defensa        | Verónica Herrera   |     |
| 5          | Defensa        | Yénifer Giménez    | 60' |
| 14         | Defensa        | Raiderlin Carrasco | 46' |
| 20         | Centrocampista | Dayana Rodríguez   |     |
| 8          | Centrocampista | Gabriela García    |     |
| 7          | Centrocampista | Daniuska Rodríguez | 60' |
| 9          | Delantero      | Deyna Castellanos  | 72' |
| 11         | Delantero      | Oriana Altuve      |     |
| 21         | Delantero      | Bárbara Olivieri   | 52' |
| Entrenador | Entrenador     | Ricardo Belli      |     |

| 14 | Defensa        | Naomi de León    | 46' |
| 11 | Delantero      | Fátima Acosta    | 55' |
| 16 | Defensa        | Fiorela Martínez | 71' |
| 10 | Delantero      | Jessica Martínez | 78' |
| 6  | Centrocampista | Fanny Godoy      | 78' |

| 19 | Delantero      | Mariana Speckmaier | 46' |
| 10 | Delantero      | Joemar Guarecuco   | 52' |
| 23 | Centrocampista | Melanie Chirinos   | 60' |
| 15 | Centrocampista | Yerliane Moreno    | 60' |
| 16 | Centrocampista | Floriangel Apóstol | 72' |

| Anotado | 64' | Fátima Acosta    | 1:1 |
| Anotado | 84' | Claudia Martínez | 2:1 |

| Anotado | 40' | Oriana Altuve | 0:1 |

| Amonestado | 49' | Daysy Bareiro |

| Amonestado | 41' | Raiderlin Carrasco |
| Amonestado | 49' | Bárbara Olivieri   |
| Amonestado | 77' | Floriangel Apóstol |

| Expulsado | 45+2' | Dayana Rodríguez |

| Árbitra             | Anahí Fernández   |
| Árbitras asistentes | Daiana Fernández  |
| Árbitras asistentes | Belén Clavijo     |
| Cuarta árbitra      | Marcelly Zambrano |
| Quinta árbitra      | Viviana Segura    |
| Asesora de árbitras | Sandra Zambrano   |

| 12         | Guardameta     | Soledad Belotto  |     |
| 2          | Defensa        | Camila Barbosa   | 46' |
| 5          | Defensa        | Dahiana Bogarín  |     |
| 4          | Defensa        | Deisy Ojeda      | 71' |
| 7          | Centrocampista | Ramona Martínez  | 78' |
| 8          | Centrocampista | Celeste Aguilera |     |
| 15         | Centrocampista | Danna Garcete    | 55' |
| 3          | Centrocampista | Daysy Bareiro    |     |
| 21         | Delantero      | Cindy Ramos      | 78' |
| 9          | Delantero      | Lice Chamorro    |     |
| 18         | Delantero      | Claudia Martínez |     |
| Entrenador | Entrenador     | Fábio Fukumoto   |     |

| 13         | Guardameta     | Nayluisa Cáceres   |     |
| 6          | Defensa        | Michelle Romero    |     |
| 2          | Defensa        | Verónica Herrera   |     |
| 5          | Defensa        | Yénifer Giménez    | 60' |
| 14         | Defensa        | Raiderlin Carrasco | 46' |
| 20         | Centrocampista | Dayana Rodríguez   |     |
| 8          | Centrocampista | Gabriela García    |     |
| 7          | Centrocampista | Daniuska Rodríguez | 60' |
| 9          | Delantero      | Deyna Castellanos  | 72' |
| 11         | Delantero      | Oriana Altuve      |     |
| 21         | Delantero      | Bárbara Olivieri   | 52' |
| Entrenador | Entrenador     | Ricardo Belli      |     |

| 14 | Defensa        | Naomi de León    | 46' |
| 11 | Delantero      | Fátima Acosta    | 55' |
| 16 | Defensa        | Fiorela Martínez | 71' |
| 10 | Delantero      | Jessica Martínez | 78' |
| 6  | Centrocampista | Fanny Godoy      | 78' |

| 19 | Delantero      | Mariana Speckmaier | 46' |
| 10 | Delantero      | Joemar Guarecuco   | 52' |
| 23 | Centrocampista | Melanie Chirinos   | 60' |
| 15 | Centrocampista | Yerliane Moreno    | 60' |
| 16 | Centrocampista | Floriangel Apóstol | 72' |

| Anotado | 64' | Fátima Acosta    | 1:1 |
| Anotado | 84' | Claudia Martínez | 2:1 |

| Anotado | 40' | Oriana Altuve | 0:1 |

| Amonestado | 49' | Daysy Bareiro |

| Amonestado | 41' | Raiderlin Carrasco |
| Amonestado | 49' | Bárbara Olivieri   |
| Amonestado | 77' | Floriangel Apóstol |

| Expulsado | 45+2' | Dayana Rodríguez |

| Árbitra             | Anahí Fernández   |
| Árbitras asistentes | Daiana Fernández  |
| Árbitras asistentes | Belén Clavijo     |
| Cuarta árbitra      | Marcelly Zambrano |
| Quinta árbitra      | Viviana Segura    |
| Asesora de árbitras | Sandra Zambrano   |

| Estadísticas      | Bandera de Paraguay | Bandera de Venezuela |
| Tiros             | 7                   | 19                   |
| Tiros a puerta    | 4                   | 7                    |
| Faltas            | 12                  | 12                   |
| Saques de esquina | 4                   | 4                    |
| Penaltis          | 0                   | 0                    |
| Fueras de juego   | 4                   | 3                    |
| Posesión de balón | 50%                 | 50%                  |